# Domingas Álves da Silva

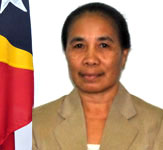
Domingas Álves da Silva

Domingas Álves da Silva, Kampfname Bilou-Mali, (* 10. November 1964 in Matahoi, Portugiesisch-Timor) ist eine Politikerin aus Osttimor. Sie ist Mitglied der Partei Congresso Nacional da Reconstrução Timorense (CNRT).
Silva hat zehn Semester an der Escola industria e Comercial “Professor Silva Cunha” studiert. Für ihren Kampf gegen die indonesische Besatzung erhielt sie den Ordem da Guerrilha, erster Klasse.
Von 2012 bis 2017 war Silva Abgeordnete im Nationalparlament Osttimors und hier Mitglied der Kommission für Gesundheit, Bildung, Kultur, Veteranen und Gleichstellung der Geschlechter (Kommission F). Außerdem war sie die dritte stellvertretende Fraktionsvorsitzende des CNRT. Am 5. Mai 2016 wurde Silva zur stellvertretenden Sekretärin im Parlamentspräsidium gewählt.
Bei den Wahlen 2017 gelang Silva auf Listenplatz 39 nicht mehr der Sprung ins Parlament und schied somit aus.